# 忠魂碑

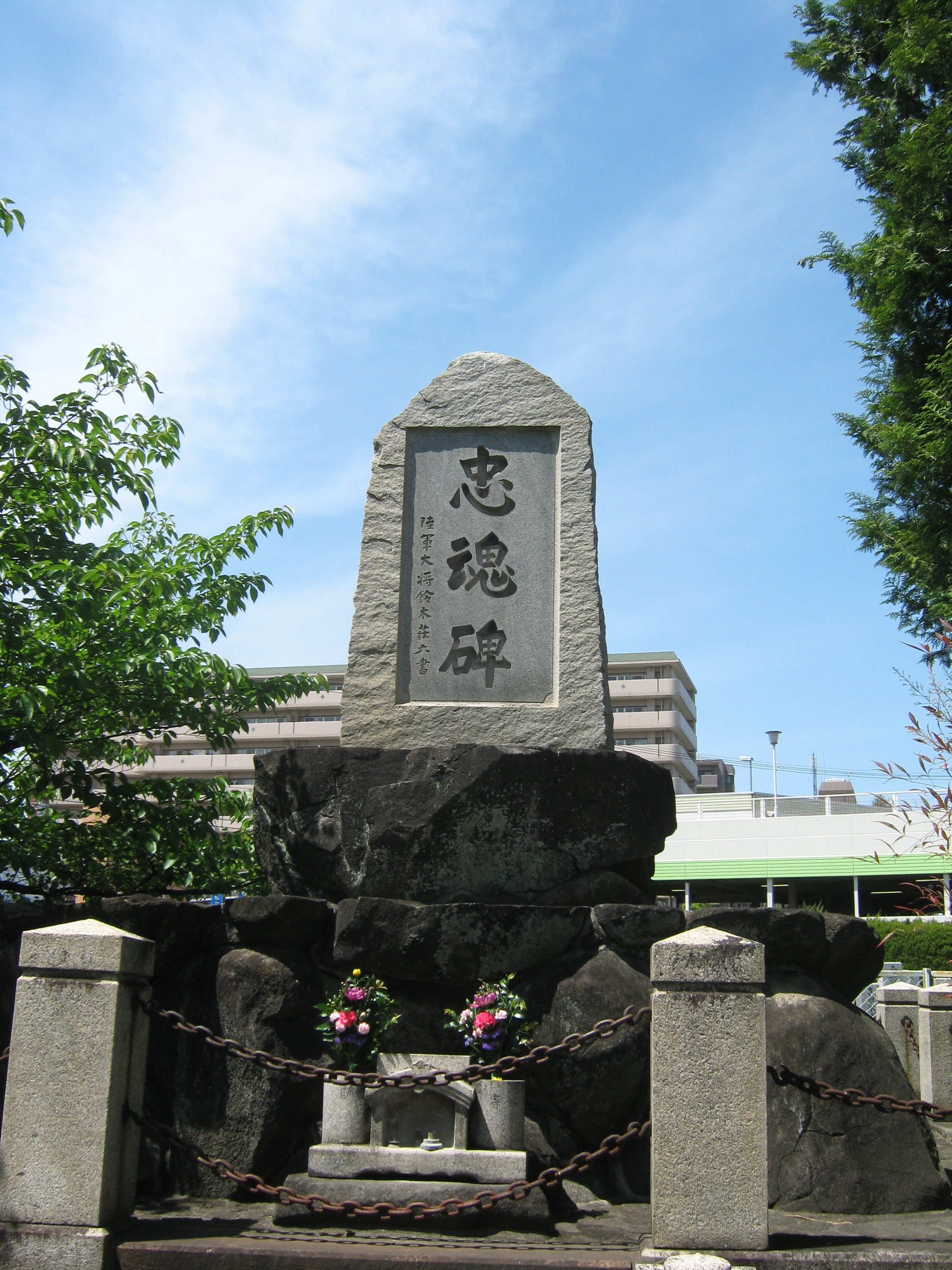
一般的なタイプの忠魂碑

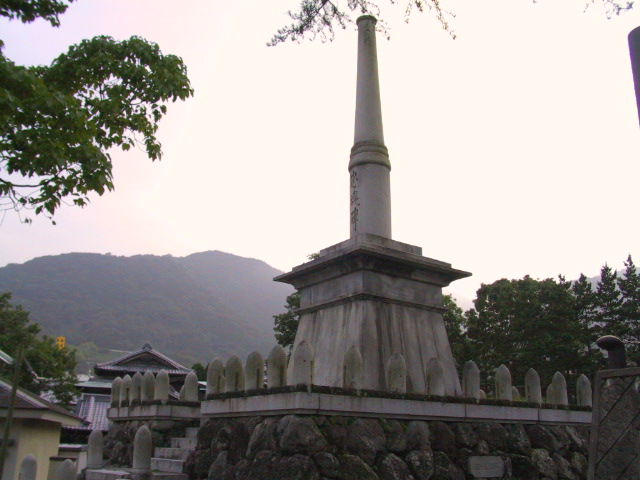
別府市野口の忠魂碑。碑は大砲を、周囲の欄干は砲弾をかたどっている。

忠魂碑（ちゅうこんひ、英語: monument to the loyal dead）は、明治維新以降、日清戦争や日露戦争をはじめとする戦争や事変に出征し戦死した、地域出身の兵士の記念のために製作された記念碑。裏や下部に戦死者の氏名を刻むことが多い。碑の名は忠霊碑、尽忠碑、碧血碑などの場合もある。彰忠碑や表忠碑とするものもあり、この場合は戦没者に限らず従軍者も含めた顕彰の碑という位置づけとされる。

## 歴史
忠魂碑は一部は日清戦争後に建立されたが、一般化したのは日露戦争後で、それ以前は招魂碑として建立されることが多かった。
1904年（明治37年）6月15日に出された内務省の「境内記念碑建設取扱方の件」では慰霊碑と他の碑との峻別が意図され、同一の記念碑は一市町村内で一ケ所にまとめるよう指示した。さらに同年12月26日には戦没者碑の乱立を招かないよう内務省宗教・神社両局長名で通達が出された。
町村単位での碑の建立において主体となったのは帝国在郷軍人会で、1910年（明治43年）から始まり、その後、遺族会などが運営管理を行った。碑の題号の揮毫は軍人が行うことが多く、建立の年月日も国家祝日大祭日や陸軍記念日とすることが多かった。
昭和10年代になると規模の大きい忠霊塔も建設されるようになった。
GHQは忠魂碑を単なる慰霊碑ではなく、国家主義や軍国主義的な意図を有するものと捉え、第二次世界大戦後にかなりの数を撤去させた（一部は移転や『平和塔』などへ改称して存続させたケースもあった）。しかしまた、数は少ないが戦後に新しく設置されたものもある。戦後は、自治体が忠魂碑に関して公金支出をすることについて、憲法第20条および89条の定める政教分離原則上問題として争われる場合があり、箕面忠魂碑違憲訴訟など、いくつかの憲法訴訟の判例がある。自衛隊は忠魂碑又は忠霊塔を宗教上の礼拝所とは解していないので、部隊参拝を容認している。